# Бонанза (Юта)
Бонанза (англ. Bonanza) — переписна місцевість (CDP) в США, в окрузі Юїнта штату Юта. Населення — 0 осіб (2020).

## Географія
Бонанза розташована за координатами 40°1′49″ пн. ш. 109°11′18″ зх. д. / 40.03028° пн. ш. 109.18833° зх. д. (40.030395, -109.188346).  За даними Бюро перепису населення США в 2010 році переписна місцевість мала площу 7,33 км², уся площа — суходіл.

## Демографія
Згідно з переписом 2010 року, у переписній місцевості мешкала 1 особа в 1 домогосподарстві у складі 0 родин. Густота населення становила 0 осіб/км².  Було 38 помешкань (5/км²).
Расовий склад населення:
| - 100,0 % — білих |

До двох чи більше рас належало 0,0 %. Частка іспаномовних становила 0,0 % від усіх жителів.
За віковим діапазоном населення розподілялося таким чином: 0,0 % — особи молодші 18 років, 100,0 % — особи у віці 18—64 років, 0,0 % — особи у віці 65 років та старші. Медіана віку мешканця становила 53,5 року. 
Цивільне працевлаштоване населення становило 0 осіб. 